# Valdemar II

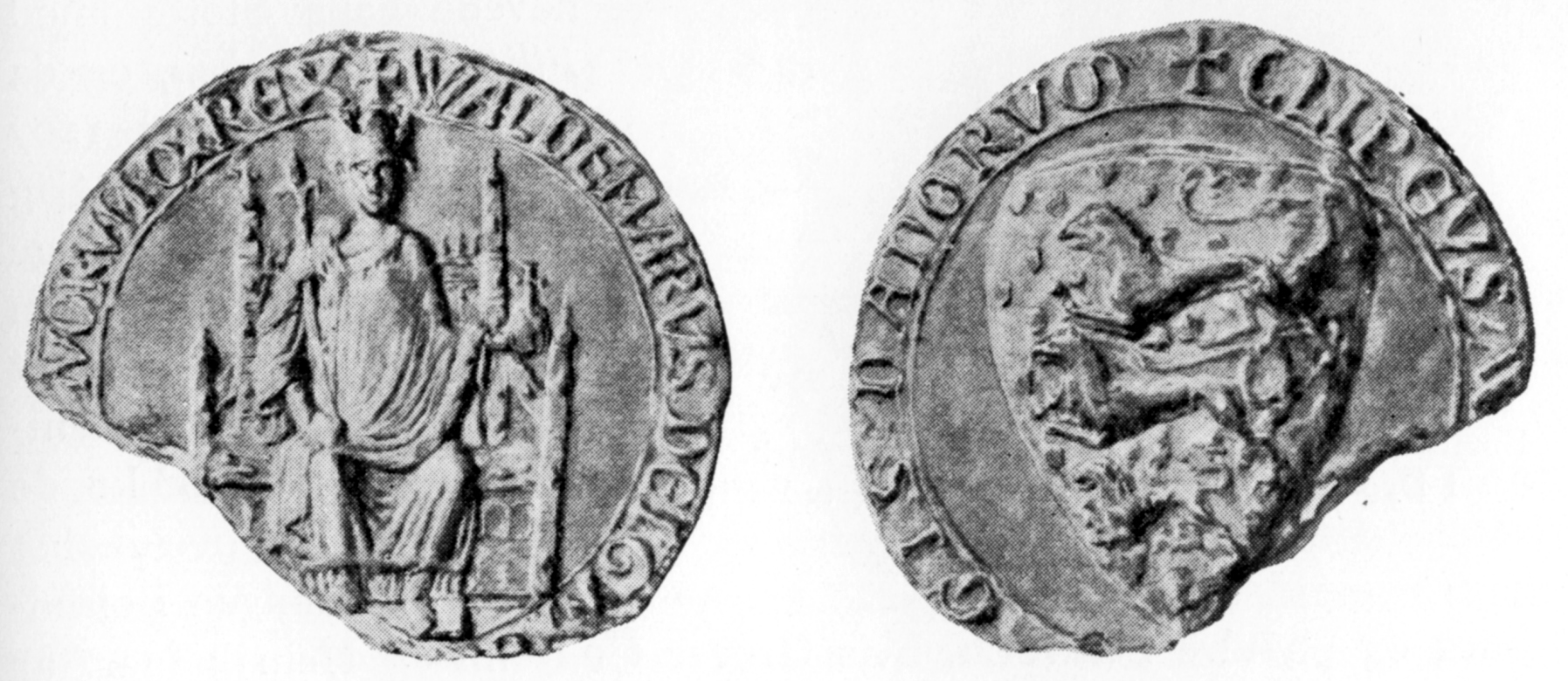
Segell de Valdemar II

Valdemar II (9 de maig de 1170 o 28 de juny de 1170 – 28 de març de 1241), dit Valdemar el Victoriós o Valdemar el Conqueridor (Valdemar Sejr), fou Rei de Dinamarca de 1202 fins a la seva mort el 1241. El renom Sejr és una invenció posterior a la seva mort. Sejr Significa victòria en danès.

## Família

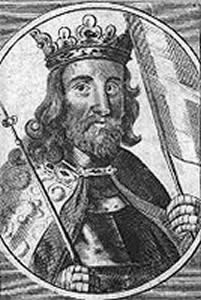
Retrat idealitzat de Valdemar II

Fou el segon fill del Rei Valdemar I i Sofia de Polotsk, filla de Riquilda de Polònia, i un príncep rus occidental.
Abans del primer matrimoni Valdemar havia estat promès amb Rixa de Baviera, filla del Duc de Saxònia. Quan aquell s'anul·la el prometatge, primer es va casar amb Margarita de Bohèmia, coneguda com a Reina Dagmar, el 1205. Aquesta era filla de Premysl Ottokar, Rei de Bohèmia, i ràpidament guanyà l'estima dels Danes. D'aquest matrimoni, Valdemar va tenir un fill, Valdemar, qui fou elevat a rei conjuntament amb ell a Schleswig el 1218. Malauradament, el Príncep Valdemar fou mort accidentalment durant una cacera a Refsnæs al Comtat de Jutlàndia Septentrional el 1231. La Reina Dagmar va morir de part el 1212. Les velles balades populars diuen que al seu llit de mort, Dagmar va suplicar a Valdemar que es casés amb Kirsten, filla de Karl von Rise i no amb la "bella flor" Berenguera de Portugal (Bengerd). En altres paraules, va pronosticar que els fills de Berenguera acabarien enfrontant-se pel tron de Dinamarca.
Després de la mort de Margarita, per tal d'establir bones relacions amb Flandes, Valdemar es casà amb Berenguera de Portugal el 1214. Aquesta era la filla òrfena del Rei Sanç I de Portugal i una germana de Ferran, comte de Flandes, lloc on visqué fins abans del seu matrimoni.
Amb la seva primera muller, Margarita de Bohèmia, amb qui es casà el 1205;
- Valdemar el Jove (1209 – 28 de novembre de 1231) casat amb Eleonor de Portugal;
- Fill nascut mort (1212)

Amb la seva segona muller, Berenguera de Portugal, amb qui es casà el 1214;
- Eric IV (1216 – 10 d'agost de 1250), Rei de Dinamarca
- amb Joan
- Rei Abel de Dinamarca (1218 – 29 de juny de 1252)
- Cristòfol I (1219 – 29 de maig de 1259), Rei de Dinamarca
- Nen nascut mort (1221)

Amb la seva amant, Helena Guttormsdotter, una noble d'ascendència sueca i muller d'un important noble danès.
- Canut (mort el 1260), Duc d'Estònia, Lolland i Blekinge

Amb una dama desconeguda;
- Niels (mort el 1218), comte de Halland 1216–18.

## Orígens
Quan morí el pare de Valdemar, aquest només tenia dotze anys. Va ser nomenat Duc de Del sud Jutland (dux slesvicensis (llatí), literalment Sleswickian duc), fou administrat pel Bisbe regent Valdemar Knudsen (1182–1193).
El Bisbe Valdemar era un home ambiciós i amagà les seves intencions reals al jove Valdemar. Quan el 1192 Bisbe Valdemar fou nomenat Princep-Arquebisbe de Bremen, el seu complot per derrocar al rei Canut VI amb l'ajuda de noblesa alemanya i asseure's al tron de Dinamarca ell va ser revelat.
El Duc Valdemar es va adonar de l'amenaça que suposava el Bisbe. Va convidar l'arquebisbe a una trobada a Aabenraa el 1192. Llavors el bisbe fugí a la Noruega sueca per evitar l'arrest. L'any següent el Bisbe Valdemar va organitzar - amb el suport dels Hohenstaufen - una flota de 35 vaixells amb les que assolà les costes de Dinamarca, reclamant el tron danès per a ell. El 1193 el Rei Canut VI de Dinamarca el capturà. El Bisbe Valdemar fou empresonat a Nordborg (1193–1198) i després a la torre al castell de Søborg a Sjælland fins al 1206. El Bisbe Valdemar va ser alliberat per iniciativa de la Reina danesa Dagmar i Papa Innocenci III i després de jurar, que mai interferiria altre cop en els afers danesos.
El jove Valdemar va fer front a una altra amenaça del comte Adolf de Rendsburg. Adolf buscà l'aliança amb altres comtes alemanys per conquerir el sud de Jutlàndia a Dinamarca per tal de donar suport al complot del Bisbe Valdemar per a apoderar-se del tron. Amb el bisbe empresonat, el Duc Valdemar marxà contra el comte Adolf i amb les seves pròpies tropes de lleva tropa marxà cap al sud i capturà la nova fortalesa d'Adolf a Rendsburg. Va derrotar i capturar al comte a la Batalla de Stellau el 1201 i l'empresonà en una cel·la al costat del Bisbe Valdemar. Dos anys més tard el Duc Valdemar forçà al comte Adolf, que havia emmalaltit, a comprar la seva llibertat cedint tot el Schleswig al nord de l'Elba a Valdemar. El novembre del 1202, el germà gran del Duc Valdemar, el Rei Canut VI va morir inesperadament als quaranta anys, sense cap hereu.

## Regnat

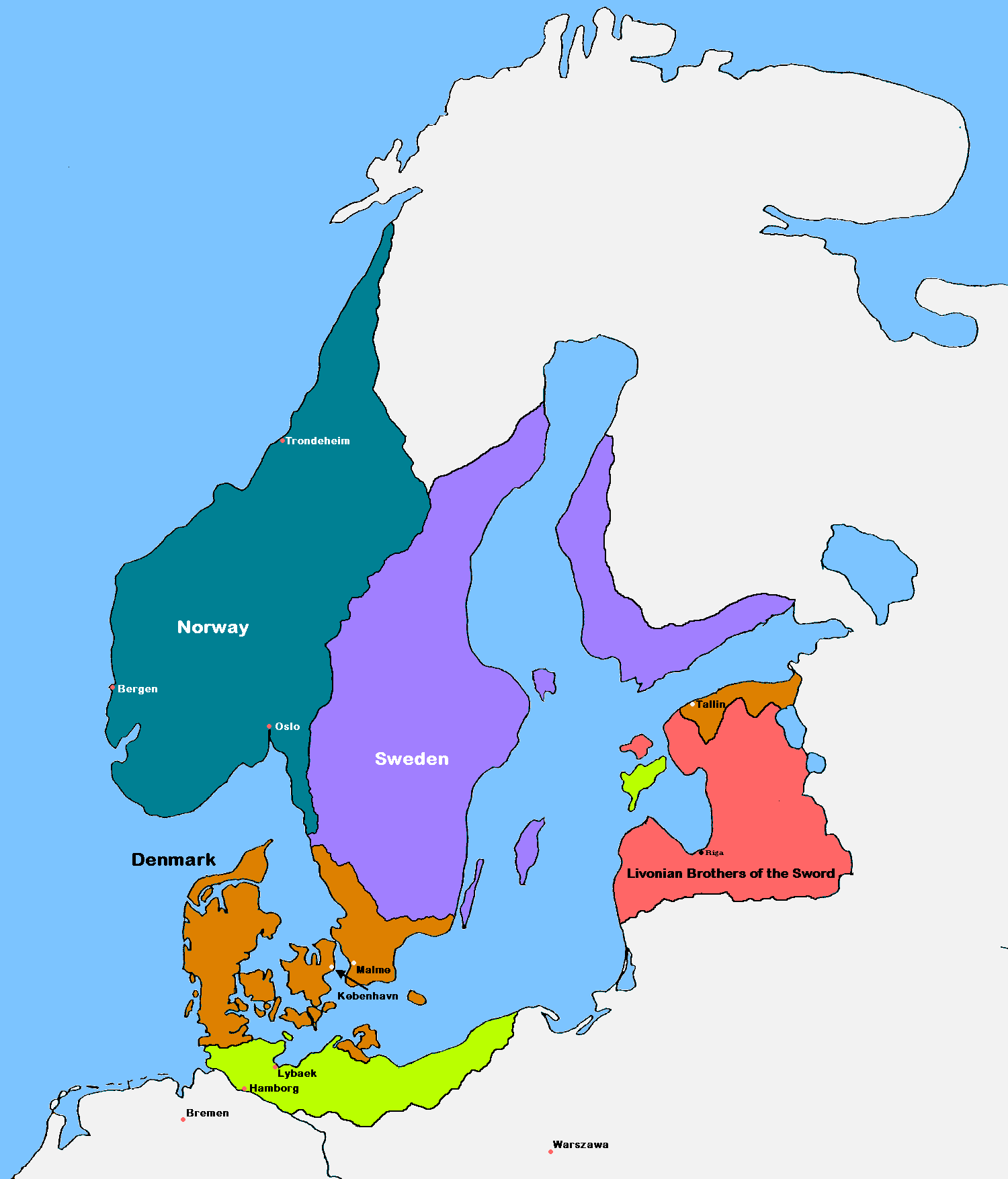
Els reialmes escandinaus cap al 1219

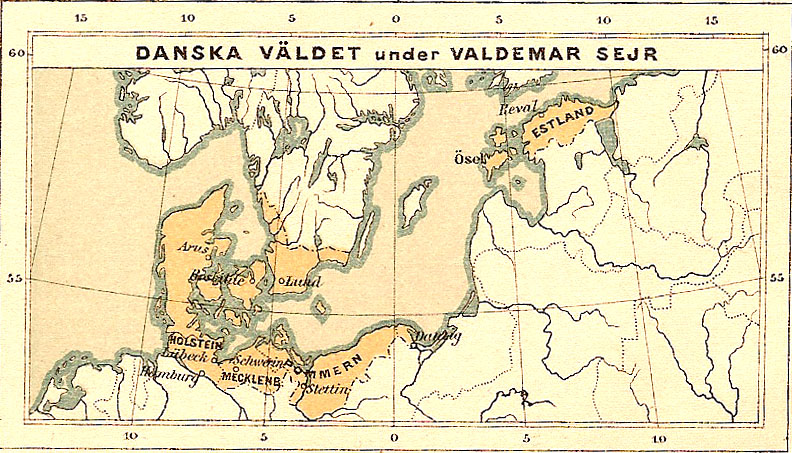
Reialme danès sota el rei Valdemar II

El Duc Valdemar fou proclamat rei a l'Assemblea de Jutlàndia (landsting). El proper Sacre Imperi estava ocupat en una guerra civil, ja que hi havia dos rivals que es disputaven el seu tron, Otó IV, Casa de Güelf, i el rei Felip de Suàbia, de la casa de Hohenstaufen. Valdemar II s'alià amb Otó IV en contra Felip.
El 1203 Valdemar va envair i va conquerir Lübeck i Holstein, afegint-los als territoris controlats per Dinamarca. El 1204 va intentar per influir el resultat de la successió noruega liderant una flota danesa i exèrcit a Viken a Noruega en suport d'Erling Steinvegg, pretendent al tron noruec. Això resultà en la segona Guerra Bagler que va durar fins al 1208. La qüestió de la successió noruega era temporalment resolt i el rei noruec jurà lleialtat al rei de Dinamarca.
El 1207, una majoria de capitulars de Bremen elegiren altre cop Valdemar com a Príncep-Arquebisbe, mentre una minoria, triaren al prebost capitular Burkhard, comte de Stumpenhausen fugí a Hamburg, que era una subseu de Bremen amb competència regional i delegant per a l'elecció episcopal dos participants al capítol principal de Bremen. El rei alemany Felip de Suàbia, va reconèixer Valdemar com a legítim Príncep-Arquebisbe de Bremen, perquè per això el Principat-arquebisbat esdevindria el seu aliat en contra Valdemar II.
Valdemar II i els capitulars fugits protestaren al Papa Innocenci III, que primer volia investigar el cas. Quan el Bisbe Valdemar va deixar Roma per anar a Bremen en contra de l'ordre del papa Innocenci d'esperar la seva decisió, bandejà Valdemar per anatema i el 1208 finalment el cessà com a Bisbe de Slesvig. El 1208, Burkhard, comte de Stumpenhausen, va ser elegit pels capitulars fugits a Hamburg com a príncep-arquebisbe i Valdemar II, usurpant el poder imperial, investí a Burkhard amb la regalia - amb efecte només al territori del principat-arquebisbat i diòcesi al nord de l'Elba. El 1209 Innocenci III finalment consentí la consagració de Bisbe de Slesvig Nicolau I, un proper confident i assessor del Rei Valdemar, com a successor del Bisbe deposat Valdemar. El 1214 el Rei Valdemar nomenà al Bisbe Nicolau I com a Canceller de Dinamarca, succeint a Peder Sunesen, Bisbe de Roskilde.
Aquell mateix any Valdemar II envaí amb tropes daneses el principat-arquebisbat al sud de l'Elba i va conquerir Stade. A l'agost el Príncep-Arquebisbe Valdemar reconquerí la ciutat només per perdre-la poc temps després a mans de Valdemar II, qui llavors construi un pont sobre l'Elba i fortificà un post d'avançada a Harburg a Elba. El 1209 Otó IV va persuadir a Valdemar II que es retirés al nord de l'Elba, instant a Burkhard perquè expulsés al Príncep-Arquebisbe Valdemar.
El 1210, Innocenci III investí a Gerard I, comte d'Oldenburg-Wildeshausen, com a nou Príncep-Arquebisbe de Bremen. El 1211 el Duc Bernat III del jove Ducat de Saxònia escortà el seu cunyat Valdemar, el Príncep-Arquebisbe deposat pel papa, a la ciutat de Bremen, de facto recuperant la seu i gaudint del suport sobtat d'Otó IV, qui havia entrat en disputa amb Innocenci sobre Sicília. Com a reacció Valdemar II torna a conquerir Stade, essent el 1213 reconquerida per Enric V, comte Palatí del Rin, en nom al Príncep-Arquebisbe Valdemar.
El 1213 Valdemar instituí un impost de guerra a Noruega, i els camperols van assassinar el recaptador d'impostos de Valdemar a l'Assemblea de Trøndelag Assemblea i es revoltaren. La revolta s'estengué a diverses regions noruegues.
El 1216, Valdemar II i les seves tropes daneses assolaren el Comtat de Stade i va conquerir Hamburg. Dos anys més tard Valdemar II i Gerard I s'aliaren per tal d'expulsar Enric V i Otó IV del Principat-Arquebisbat. El Príncep-Arquebisbe Valdemar finalment dimití i entrà a un monestir. Valdemar va donar suport a l'Emperador Frederic II i va ser premiat amb el favor imperial de reconèixer el govern de Dinamarca sobre Schleswig i Holstein, i les terres Wends i Pomerània.

### Batalla de Lyndanisse

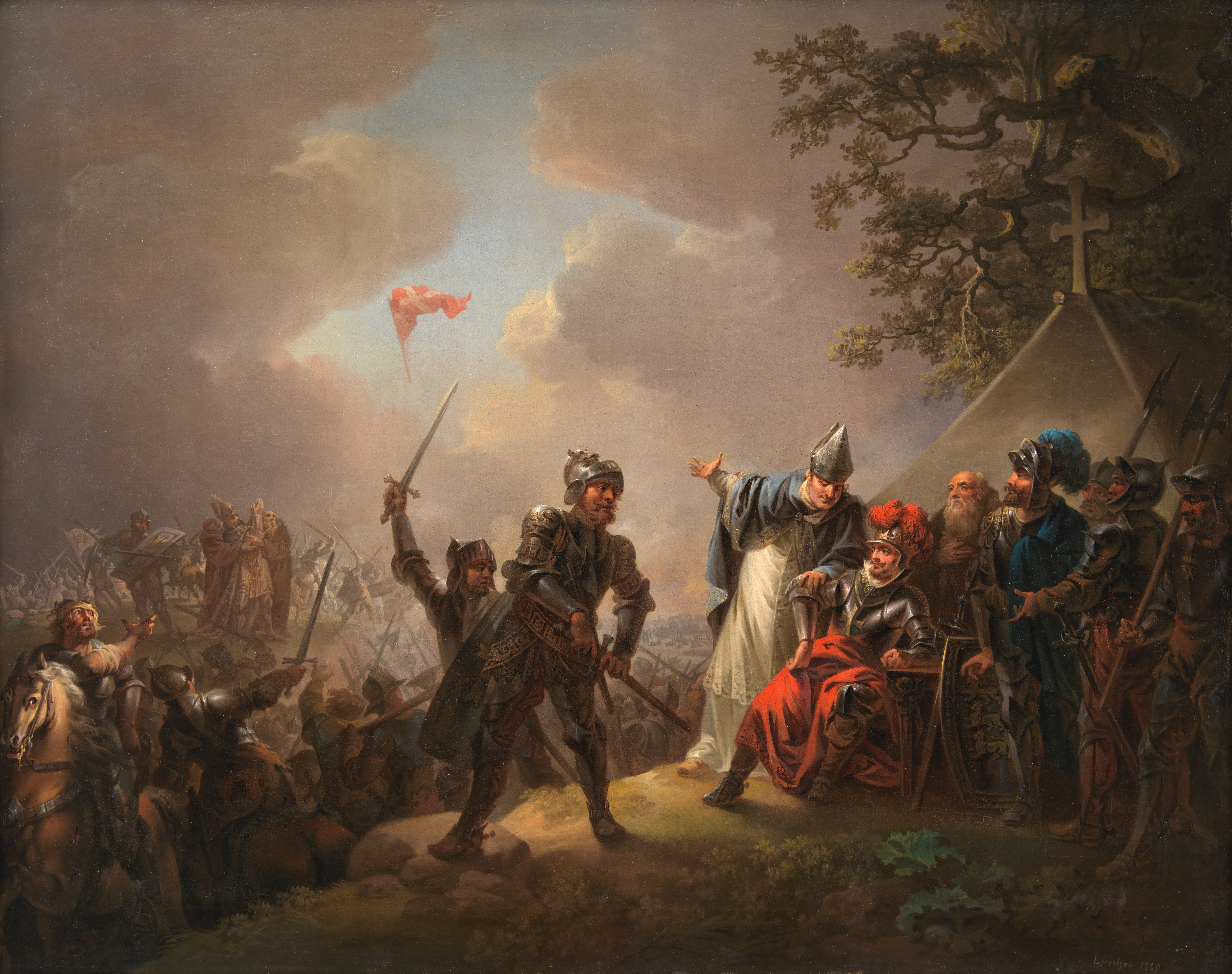
Dannebrog caient del cel durant la Batalla de Lyndanisse Cristià August Lorentzen (1809)

Els cavallers teutònics que havien intentat cristianitzar els pobles de l'est del Bàltic, però que el 1219 reberen fortes pressions i cercaren l'ajut de Valdemar. El papa Honori III va qualificar la invasió de Valdemar d'Estònia de croada. Valdemar va aixecar un exèrcit i reclamà tots els vaixells de Dinamarca per transportar l'exèrcit cap a l'est. Una vegada reunida la flota arribà als 1.500 vaixells.
Quan l'exèrcit arribà a Estònia, a prop de la ciutat que avui en dia és Tallinn, els caps dels estonians van seure amb els danesos i es van acordar reconèixer el rei danès com el seu senyor. Alguns d'ells es van deixar batejar, com a signe de bona voluntat. Tres dies més tard el 15 de juny de 1219 mentre els danesos assistien en massa, milers d'estonians assaltaren el campament danès per totes bandes. Afortunadament per Valdemar, Wizlaw I de Rügen va reunir els seus homes en un altre campament i va atacar els estonians per la rereguarda.
La llegenda diu que durant la Batalla de Lyndanisse quan el Bisbe Sunesen aixecava els seus braços els danesos avançaven i quan els seus braços es cansaven i els abaixava els estonians els danesos retrocedien. Els assistents li sostingueren els braços amunt i els danesos avançaren altre cop. Al clímax de la batalla el Bisbe Sunesen va pregar per un signe que aparegué en la forma d'una tela vermella amb una creu blanca que baixava del cel a mesura que els danesos començaven a defallir. Se sentí una veu que deia "Quan aquest estendard s'elevi, sereu victoriosos!" Els danesos insuflats guanyaren la batalla. Al cap del dia milers d'estonians jeien morts al camp de batalla, i Estònia fou afegida al reialme danès. Els estonians foren forçats al baptisme com a cristians, però segons un a estudi del Liber Sencus Daniæ per l'historiador Edgar Sachs, els estonians es convertiren per voluntat pròpia a la fe cristiana.
Valdemar va ordenar la construcció d'una gran fortalesa a Reval, prop del lloc de la batalla. Finalment una ciutat va créixer al voltant del turó del castell que encara rep el nom de Tallinn, "ciutat de/castell danès" en llengua estoniana. L'estendard vermell amb una creu blanca (Dannebrog) ha estat la bandera nacional dels danesos des del 1219. el disseny del Dannebrog és el més antic d'Europa encara en ús.

### Batalla de Bornhöved
El 1223, el Rei Valdemar i el seu fill gran, el príncep Valdemar, va ser segrestat pel comte Enric I de Schwerin (Heinrich der Schwarze), durant una cacera a l'illa de Lyø propera a Fiònia. El comte Enric va reclamar que Dinamarca retornés la terra conquerida a Holstein vint anys abans i que esdevingués vassall de l'Emperador del Sacre Imperi. Els enviats danesos van rebutjar aquests termes i Dinamarca declarà la guerra. Mentre Valdemar estava empresonat, la majoria dels territoris alemanys se separaren de Dinamarca. S'enviaren exèrcits danesos perquè desistissin mantenint-los sota control danès. La guerra va acabar amb la derrota de les tropes daneses sota les ordres d'Albert II d'Orlamünde a Mölln el 1225. Per assegurar l'alliberament Valdemar va haver d'abandonar els territoris a Alemanya, pagant 44.000 marcs de plata, i signant una promesa de no buscar venjança cap al comte Enric.
Valdemar immediatament apel·là al papa Honori III perquè anul·lés el seu jurament, una petició concedida per Honori III va disculpar Valdemar del seu jurament forçat, i immediatament va treballar per a restaurar els territoris alemanys. Valdemar va concloure un tractat amb el seu nebot Otó I, Duc de Brunsvic-Lüneburg i es dirigí cap al sud per prendre possessió de les seves terres, però no l'acompanyà la sort. Una sèrie de derrotes daneses que culminaren en la batalla de Bornhöved el 22 de juliol de 1227 cimentaren la pèrdua dels territoris alemanys al sud de Dinamarca. El mateix Valdemar fou salvat per l'acció d'un cavaller alemany que el rescatà a cavall de la seva muntura.

### Codi de Jutlàndia
Des d'aquell moment Valdemar va enfocar els seus esforços en els afers interns. Un dels canvis que instituí fou el sistema feudal donant propietats a homes que li juraren fidelitat. Això va augmentar el poder de les famílies nobles (højadelen) i feu aparèixer la baixa noblesa (lavadelen) qui controlaven la majoria de Dinamarca. Els camperols lliures van perdre els drets i privilegis tradicionals que havien gaudit de des l'època vikinga.
Valdemar passar la resta de la seva vida elaborant d'un codi per Jutlàndia, Sjælland i Escània. Aquests codis van ser utilitzats com a codi legal de Dinamarca fins al 1683. Aquest fou un canvi significatiu, ja que fins llavors les lleis eren tradicionalment elaborades per les assemblees regionals (landting). Hi havia múltiples mètodes per a determinar la culpabilitat o la innocència incloent judici per ordalia i el judici per combat. El Codi de Jutlàndia (Jyske Lov) va ser aprovat en una reunió de la noblesa a Vordingborg el 1241 poc abans de la mort de Valdemar, a la mateixa ciutat. Valdemar va ser enterrat després al costat de la Reina Dagmar a Ringsted.